# マット・グライムス
マット・グライムス（Matt Grimes 、1995年7月15日 - ）は、イングランド・デヴォン州エクセター出身のプロサッカー選手。コヴェントリー・シティFC所属。ポジションはMF。

## 経歴

### クラブ
地元クラブであるエクセター・シティFCの下部組織でプレーをはじめ、2013年4月にプロ契約を締結。8月、リーグ2のAFCウィンブルドン戦に出場しトップチームデビューを果たした。2014年4月のチェスターフィールドFC戦でプロ初ゴールをマーク。
2015年1月、プレミアリーグのスウォンジー・シティAFCに推定移籍金175万ポンドで移籍。
2025年1月31日、コヴェントリー・シティFCに3年半契約で移籍。

### 代表
年代別のイングランド代表歴があり、2016年にはトゥーロン国際大会に出場した。

## タイトル
U-21イングランド代表
- トゥーロン国際大会: 2016[6]

個人
- フットボールリーグ2年間ベストイレブン: 2014–15